# Tracing Light – Die Magie des Lichts
Tracing Light –  Die Magie des Lichts ist ein Dokumentarfilm von Regisseur und Kameramann Thomas Riedelsheimer.
Der Film erkundet in faszinierenden Bildern und Begegnungen das Naturphänomen Licht.

## Handlung
Tracing Light bringt Physiker und Künstler aus Schottland, England und Deutschland zusammen, auf der Suche, das Licht zu verstehen und es erlebbar zu machen. Im Rahmen eines Gastaufenthalts an der Universität Glasgow arbeitet das Künstlerduo Semiconductor – Ruth Jarman und Joe Gerhardt – mit SPAD-Kameras (single-photon avalanche diode), mit denen man die Ausbreitung von Licht im Raum filmen kann. Die Zusammenarbeit mit den Physikern führt die beiden direkt in Diskussionen über das Wesen der Lichtgeschwindigkeit und unsere Zeit.
Bei ihren Recherchen im Max-Planck-Institut für die Physik des Lichts in Erlangen ist das Künstlerduo Brunner/Ritz sofort eingenommen von dem großzügigen Foyer, einer Rotunde mit rundem Glasdach und ausschließlich weißen, großflächigen Wänden – einer Architektur, wie gemacht, um dem wechselnden Tageslicht eine geeignete Bühne zu geben. Verwirrt von den unvorstellbaren Eigenschaften von Licht, mit denen sie sich im Rahmen eines Laser-Licht-Kickers mit den Wissenschaftlern konfrontiert sehen, stellen sie sich die Frage: „Was ist denn das Gegenteil von Licht?“.
Das Reden über Licht erscheint manchmal unmöglich und verwirrend. Die Welt der Quanten reiht sich nicht ein in unsere Logik und Sprache, und oft sind wir mit unserem Verständnis am Ende. Aber Tracing Light will nichts erklären. Thomas Riedelsheimers Bilder wollen vielmehr in Kombination mit den Begegnungen der Künstler und Wissenschaftler einen Raum für das Geheimnisvolle eröffnen. Dort beginnen Magie und Sinnlichkeit des Films.

## Veröffentlichung
Tracing Light feierte im September 2024 seine Premiere als Eröffnungsfilm des 67. Internationalen Leipziger Festivals für Dokumentar- und Animationsfilm (DOK Leipzig).
Die Kinoauswertung in Deutschland beginnt am 16. Januar 2025 im Verleih von Piffl Medien.